# Protaetia medvedevi
Protaetia medvedevi är en skalbaggsart som beskrevs av Miksic 1965. Protaetia medvedevi ingår i släktet Protaetia och familjen Cetoniidae. Inga underarter finns listade i Catalogue of Life.